# Prunus pumila
Prunus pumila, comunament anomenada sand cherry en anglès, és una espècie vegetal de l'Amèrica del Nord del gènere Prunus de la família Rosaceae. Està molt estesa a l'est i el centre del Canadà de Nova Brunswick a l'oest de Saskatchewan i el nord dels Estats Units a partir de Maine a Montana, al sud, fins a Colorado, Kansas, Indiana i Virgínia, amb algunes poblacions aïllades en Tennessee i Utah. Creix en llocs sorrencs com els litorals i dunes.
Prunus pumila és un arbust caducifoli que creix a 10-40 cm d'altura (rarament a uns 180 cm), formant denses colònies clonals pels brots de les arrels. Les fulles de textura endurida, de 4-7 cm de longitud, amb un marge serrat. Les flors amiden de 15-25 mm de diàmetre amb cinc pètals blancs i 25-30 estams. Es produeixen en petits grups de dos a quatre. El fruit és una petita drupa de 13-15 mm de diàmetre, amb una maduració de color porpra fosc a principis d'estiu.
Varietats
- Prunus pumila  var.  Besseyi   (Bailey) Gleason,  Saskatchewan, Manitoba, Ontario Occidental, al sud de Colorado i Kansas
- Prunus pumila  var.  Depressa   (Pursh) Gleason,  Ontario, Quebec, Nova Brunswick al sud de Pennsylvania
- Prunus pumila  var.  Pumila , la vora del Grans Llacs d'Amèrica del Nord
- Prunus pumila  var.  Susquehanae   (hort ex Willd.). Jaeger,  Manitoba oriental a Maine, al sud de Tennessee

Prunus x cistena és un híbrid de Prunus cerasifera (cherry plum) i pumilla prunus.  Va ser desenvolupat per Niels Ebbesen Hansen de la Universitat Estatal de Dakota del Sud en 1910.

## Galeria

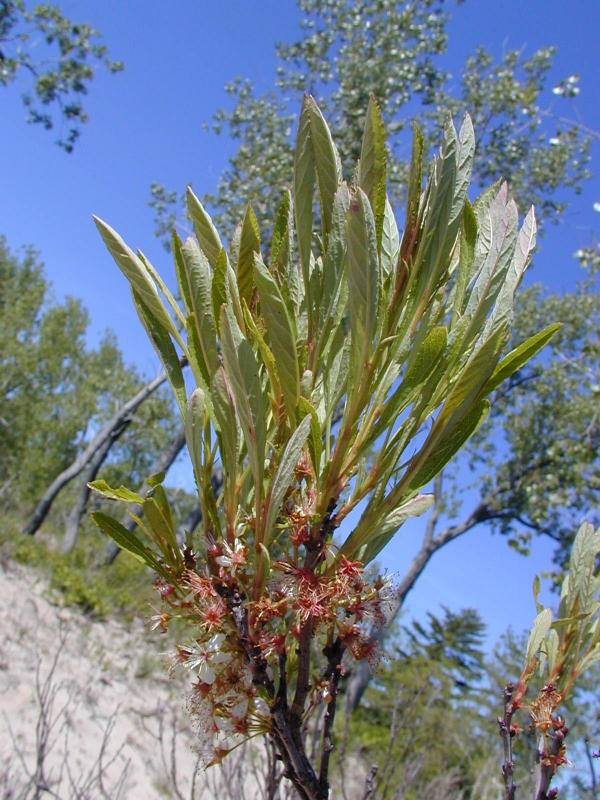
P. pumila  var.  Pumila  just després de la floració, a principis de juny.
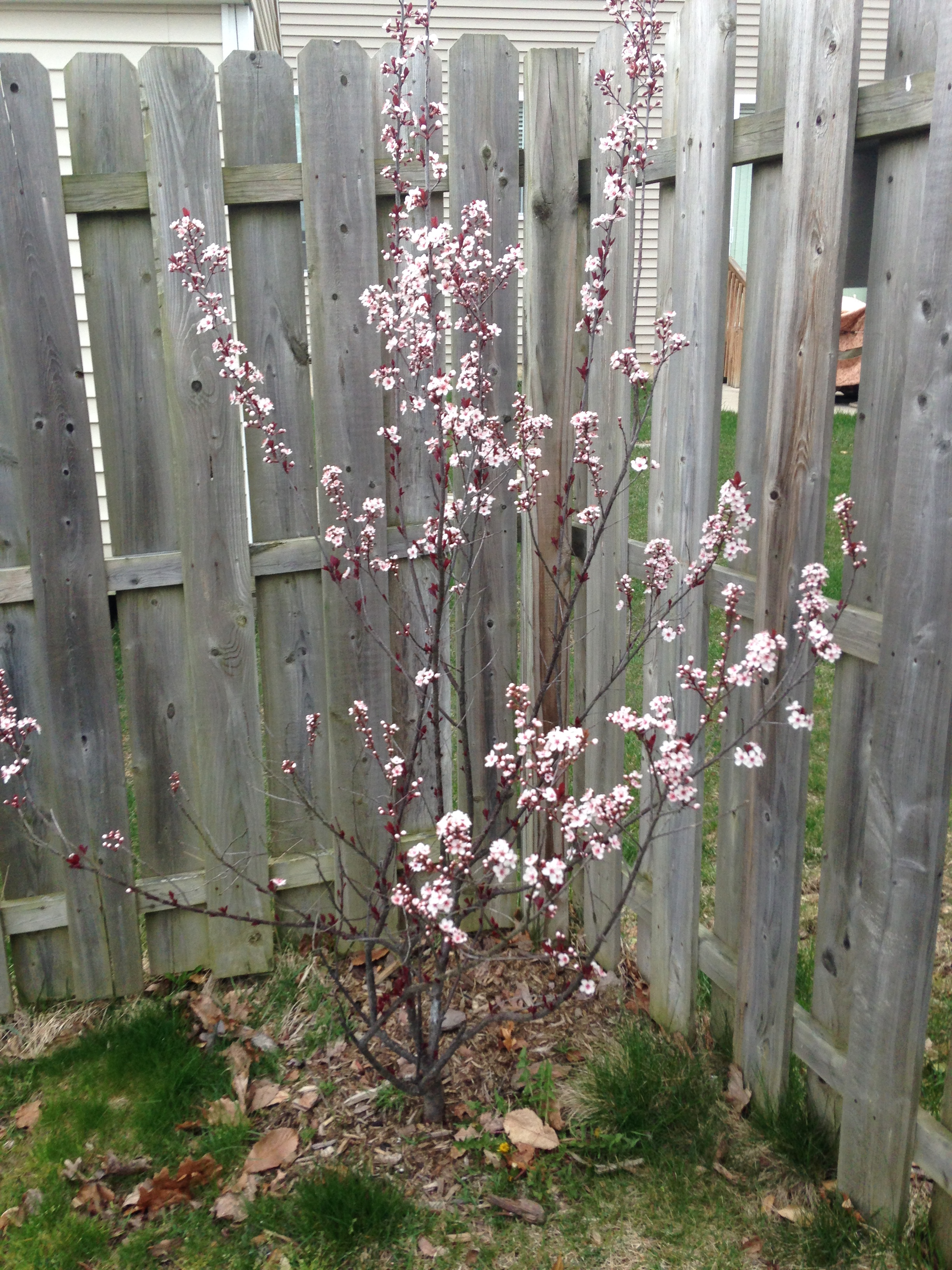
Prunus cistena floració a la primavera